# جون ستوري
جون ستوري (بالإنجليزية: June Storey)‏ هي كاتبة سيناريو وممثلة أمريكية، ولدت في 20 أبريل 1918 بتورونتو في كندا، وتوفيت في 18 ديسمبر 1991 في الولايات المتحدة بسبب سرطان.

## أعمال

### أفلام
- (1948) بيت الأفعى

## وصلات خارجية
- جون ستوري على موقع أرشيف الشارخ.
- جون ستوري على موقع IMDb (الإنجليزية)
- جون ستوري على موقع ألو سيني (الفرنسية)
- جون ستوري على موقع تيرنر كلاسيك موفيز (الإنجليزية)
- جون ستوري على موقع أول موفي (الإنجليزية)
- جون ستوري على موقع قاعدة بيانات الأفلام السويدية (السويدية)
- جون ستوري على موقع إن إن دي بي (الإنجليزية)
- جون ستوري على موقع قاعدة بيانات الفيلم (الإنجليزية)